# Тороповы (деревня)
 Тороповы  — деревня в Орловском районе Кировской области. Входит в состав Орловского сельского поселения.

## География
Расположена на расстоянии примерно 1 км по прямой на юго-запад от райцентра города Орлова.

## История
Известна с 1671 года как деревня Остафьевская с 3 дворами, в 1763 40 жителей, в 1802 7 дворов. В 1873 году здесь (Остафьевская или Тороповы) дворов 17 и жителей 171, в 1905 (Евстафьевская или Тороповы, Васенины) 35 и 326, в 1926 (Тороповы или Астафьевская, Васенины) 25 и 106, в 1950 19 и 53, в 1989 30 жителей. Настоящее название утвердилось с 1939 года. С 2006 по 2011 год входила в состав Подгороднего сельского поселения.

## Население
Постоянное население составляло 14 человек (русские 100%) в 2002 году, 10 в 2010.